# La Barricade
La Barricade, anciennement Le Discord insoumis, est un groupe de soutien à La France insoumise puis au Nouveau Front populaire dans son ensemble, accessible sur le logiciel de messagerie instantanée et d'échange vocal Discord.
Il est créé le 2 décembre 2016 par des sympathisants de La France insoumise souhaitant mieux coordonner les actions militantes en soutien à la FI pour les élections présidentielle et législatives de 2017. Bien qu'il n'ait officiellement aucun lien avec le mouvement, l'influence du « Discord insoumis » est rapidement reconnue par Jean-Luc Mélenchon qui en fait un élément central de sa campagne et l'inclut pleinement dans sa stratégie politique, alors que son efficacité sur les réseaux sociaux lui attire l'attention de la presse.
À la suite de l'affaire Quatennens, le Discord insoumis s'éloigne de La France insoumise et change de nom en août 2023 pour devenir « La Barricade ».

## Fonctionnement
La plateforme est ouverte à tous, ce qui permet des débats avec des non-insoumis ou des électeurs hésitants. Sur le « Discord insoumis » se trouvent plusieurs salons, chacun avec une utilité précise. Certains sont ouverts à tous les membres, d'autres ne sont accessibles qu'à certains d'entre eux.
Sur ces salons, vocaux et écrits, les militants et visiteurs peuvent débattre de sujets d'actualité ou de l'organisation de La France insoumise. D'après une analyse des forums de discussion menée notamment par des chercheurs du laboratoire Lattice (CNRS) et de l'université Sorbonne-Nouvelle, les membres de la plate-forme ont principalement eu, à l'occasion de l'élection présidentielle, des discussions sur les idéologies défendues par le candidat ainsi que son programme,. Dans les salons consacrés aux projets, ils coordonnent leurs actions, font circuler des liens, se consultent mutuellement.
Le « Discord insoumis » revendique son autonomie vis-à-vis du mouvement de Jean-Luc Mélenchon et circule par exemple avec ses propres banderoles dans des manifestations. Cependant, des contacts ont existé durant le cycle électoral de 2017 avec la direction de la FI qui n'hésite alors pas à reprendre certaines idées pour ses propres actions.

## Historique

### Création
À partir de l'été 2016, Jean-Luc Mélenchon, en campagne depuis plusieurs mois avec un nouveau mouvement La France insoumise, connaît un succès grandissant auprès du forum 18-25 ans du site jeuxvideo.com (JVC), notamment grâce à sa Revue de la semaine hebdomadaire publiée sur YouTube. Sa chaîne elle-même devient rapidement la première chaîne politique de la version francophone du site. Le 18-25, premier forum de France chez les jeunes et foyer de nombreux débats politiques, voit alors les sujets de discussion consacrés à Jean-Luc Mélenchon et à La France insoumise se multiplier, ce qui lui vaudra des remerciements du candidat lui-même dans une vidéo.
En novembre 2016, cet intérêt du forum pour la personne de Jean-Luc Mélenchon atteint un pic à la suite de la publication de la réaction du candidat à la victoire de Donald Trump lors de l'élection présidentielle américaine. Face à cette vague d'adhésion, des sympathisants connus sous les pseudonymes de Cizalto, Miidnight et HardZero décident de créer un espace réservé aux insoumis sur le logiciel Discord, originellement destiné à faciliter les interactions entre gamers. Cet espace connaît vite une forte affluence, et le Discord va dès lors devenir le cœur d'une intense vie militante.

### Élections présidentielle et législatives de 2017

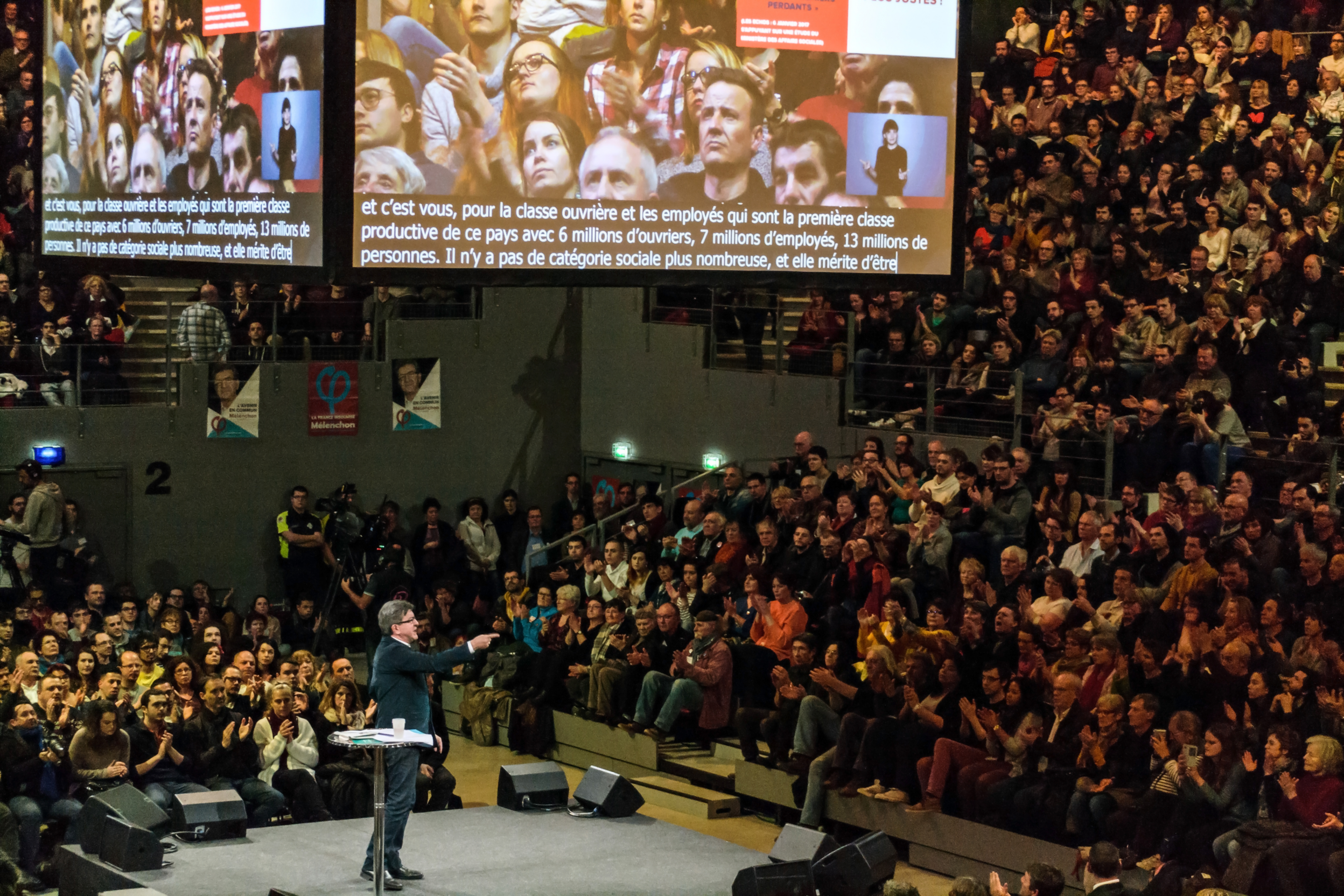
Réunion publique de Jean-Luc Mélenchon à Brest en février 2017.

Au plus fort de la présidentielle, le « Discord insoumis » revendique 23 000 membres dont 300 à 500 travaillant sur des projets de soutien militant à la campagne de Jean-Luc Mélenchon. Parmi les initiatives lancées par les militants insoumis, certaines connaissent un retentissement.
Les militants du Discord insoumis ont réalisé des outils de communication numérique permettant de mettre en avant le programme du candidat de la France insoumise. Par exemple, le site Internet laec.fr (pour L'Avenir en Commun, nom du programme politique pour l'élection), ergonomique et interactif, donne accès à celui-ci. Le Mélenphone (renommé FiPhone) créé et utilisé par les membres de la plateforme, sert d'outil de campagne téléphonique en ligne afin d'inciter les électeurs à voter pour Jean-Luc Mélenchon pendant l'élection présidentielle ou pour les candidats de La France insoumise lors des législatives de 2017 et des législatives partielles en 2018.
Le jeu de combat rétro parodique Fiscal Kombat visant à sensibiliser contre la fraude fiscale poursuit également cet objectif. Il est développé en trois mois par des membres du Discord insoumis et met en scène Jean-Luc Mélenchon face à des personnalités incarnant l'oligarchie comme Jérôme Cahuzac, François Fillon, Patrick Balkany, Christine Lagarde, Pierre Gattaz, Emmanuel Macron ou encore Nicolas Sarkozy. En les secouant, le candidat fait tomber des billets avec lesquels il peut financer l'application de son programme L'Avenir en commun. Ce nouveau mode de communication politique par l'utilisation d'un jeu vidéo permettrait alors de toucher un public nouveau, éventuellement peu politisé, tout en faisant passer des idées du programme de la France insoumise. Le jeu obtient un retentissement international, et à l'occasion des élections générales de juin 2017 au Royaume-Uni, James Moulding, analyste politique partisan du leader travailliste Jeremy Corbyn, crée un jeu vidéo rétro intitulé Corbyn Run. L'initiative est alors largement inspirée par le jeu Fiscal Kombat, créé par des membres du Discord insoumis quelques mois plus tôt. 
D'autres sites Internet sont réalisés par les militants dans le but d'apporter une argumentation face à des questions récurrentes ou des programmes et candidats adverses. Le site melenchonouimais.fr est créé dès la campagne présidentielle afin d'apporter des contre-arguments aux électeurs hésitant à voter pour Jean-Luc Mélenchon face à ce qu'ils désignent comme des idées reçues, tandis que des outils comme Analysons Macron ou Analysons le FN qui sont développés durant les élections présidentielles et législatives offrent un argumentaire militant face à des points spécifiques du programme de La République en marche ou du Front national. Enfin, le site Tambouille électorale développé par le Discord insoumis en juin 2017 vise selon la France insoumise à dénoncer les « arrangements électoraux entre vieux partis et LREM, et des candidats à la députation dont l'indépendance par rapport aux intérêts de la finance et de l'industrie est en question ». Le site Internet utilise alors un ton décalé pour critiquer des candidats du Parti Socialiste ou des Républicains jugés « Macron-compatibles », cumulards ou bien impliqués dans des affaires judiciaires. Tous ces outils de propagande numérique servent à aider la promotion des candidats de la France insoumise et de son programme. 
Bien qu'indépendant de la direction de La France insoumise, celle-ci ne tarde pas à surfer sur le succès du Discord afin d'accroître sa visibilité sur les réseaux sociaux. Membre de la campagne numérique de Jean-Luc Mélenchon, Mathias Enthoven qualifie la plateforme de « vraie force de frappe », moquant l'équipe d'Emmanuel Macron qui, pour un résultat équivalent, devrait « lâcher des gros billets ». Sophia Chikirou, directrice de la communication, décrit « une plateforme visuelle, humoristique et créative », voire une « équipe de communication bis », et reconnaît volontiers ne pas hésiter à réutiliser le travail qui y est effectué. Le candidat lui-même fait à plusieurs reprises la promotion du Discord lors de passages télévisés ou sur les réseaux sociaux.
Selon Lise Maillard, membre de l'équipe de campagne, le dynamisme du Discord insoumis valide la stratégie de Jean-Luc Mélenchon : « L'idée, lorsque La France insoumise s'est créée, c'était de faire une plateforme, où l'on donnerait tous les outils pour que tout le monde puisse faire ce qu'il souhaite. C'est totalement dans l'esprit du mouvement que l'on construit. »

### Sous le premier quinquennat d'Emmanuel Macron (2017 à 2022)
L'activité militante du Discord insoumis se poursuit durant le quinquennat d'Emmanuel Macron. Les membres abordent en ce sens de nouveaux aspects dans leur communication numérique avec par exemple la critique des médias avec la création en juin 2017 d'un site parodique intitulé FranceTvDésinfo, imitant le site Internet de France Info jugée trop complaisante envers le pouvoir. L'administrateur du site est mis en demeure en octobre 2017 par les services juridiques de Radio France et de France Télévisions en raison de la charte graphique trop proche de celle de la station, les cybermilitants renomment alors le site WorldTvDésinfo. Ils mettent également en place à partir de novembre 2017 une plateforme de suivi de l'activité des parlementaires de la XVe législature à l'Assemblée nationale intitulée Observatoire de la Démocratie et présentée comme une initiative citoyenne. Ce site utilise à la manière de NosDéputés.fr de l'association Regards Citoyens les données open data de l'Assemblée nationale dans le but d'offrir de la transparence sur le travail au sein de celle-ci,. Outre ces initiatives composées d'équipes de cybermilitants sur le long terme, le Discord insoumis réalise également des actions ponctuelles pour réagir à l'activité sociale et gouvernementale. 

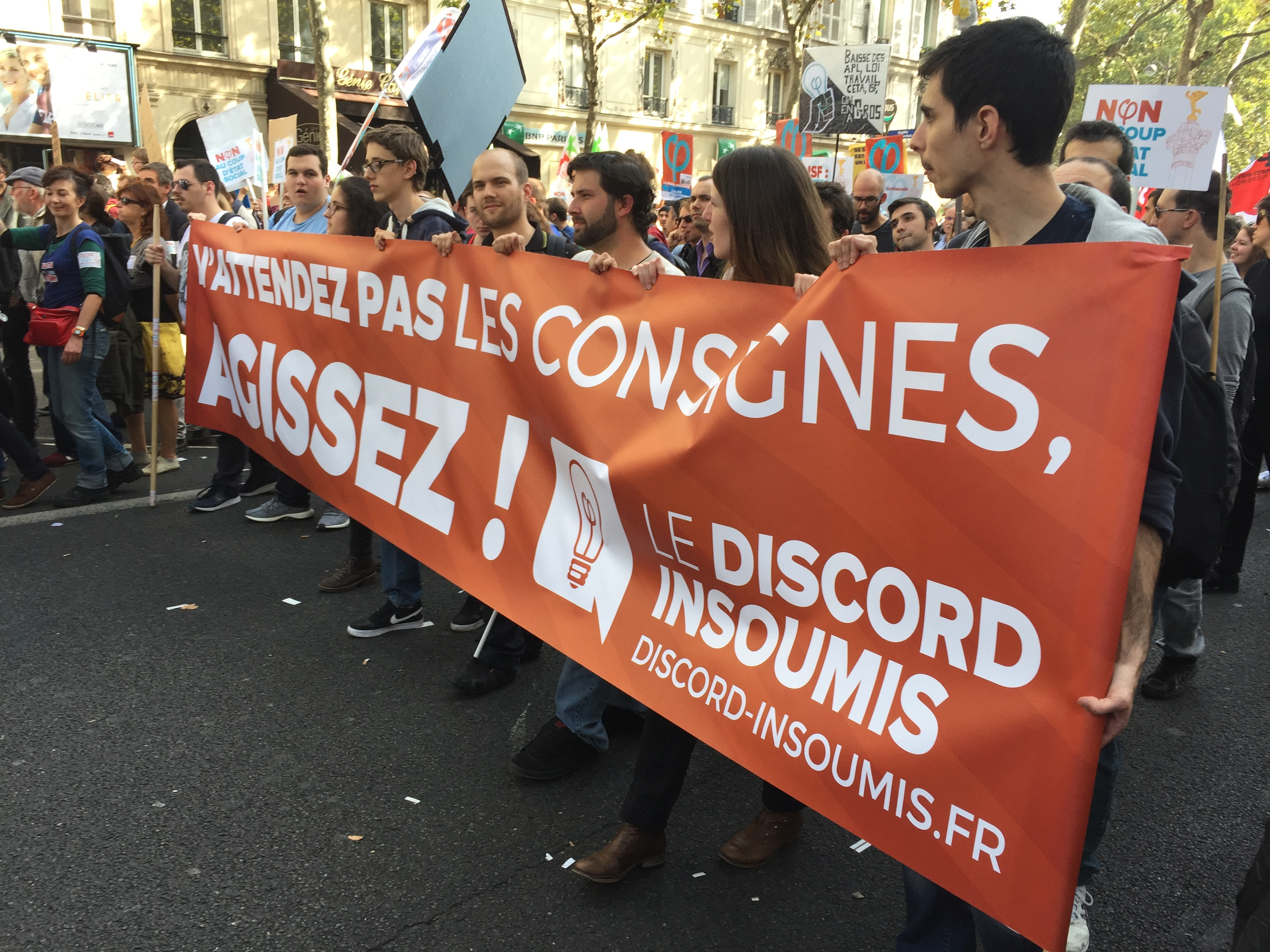
Un cortège du « Discord insoumis » dans une manifestation en septembre 2017.

#### Mobilisation contre la loi Travail et aux mouvements sociaux du printemps 2018
Le Discord insoumis participe à la campagne de la France insoumise contre la réforme du code du Travail menée par la Ministre du Travail Muriel Pénicaud. Il se démarque dès juillet 2017 par une parodie du cahier d'été diffusé par la République en Marche qui réutilise les mêmes codes graphiques et diffuse des visuels sur les réseaux sociaux afin de militer contre la réforme. En effet, ils tournent en dérision des mesures de la réforme ou bien la Ministre du Travail elle-même via des détournements d'affiches de films, de mèmes ou d'éléments de la culture web. Les militants du Discord insoumis défilent également en cortège lors de la manifestation du 23 septembre 2017 organisée par Jean-Luc Mélenchon. À l'occasion des manifestations et des grèves du printemps 2018 (avec le mouvement étudiant contre Parcoursup et le mouvement de grève de la SNCF notamment), le Discord insoumis publie le site Internet Grève générale, qui a pour but principal de recenser les luttes politiques et associatives liées à la santé, l'écologie, les services publics, les transports ou encore l'éducation.

#### Activité durant le mouvement des Gilets jaunes
La communauté est toujours active durant le mouvement des Gilets jaunes dont elle critique la réponse gouvernementale. Elle est remarquée pour le détournement de l'œuvre Liberté, Égalité, Fraternité créée par Shepard Fairey et affichée dans le bureau d'Emmanuel Macron. Le Discord insoumis représente alors Marianne avec un œil crevé entouré des mots Liberté, Égalité, Flashball, en réaction aux mutilations occasionnées au sein des manifestants par l'utilisation du LBD 40,. Le détournement initialement destiné aux réseaux sociaux est utilisé par des Gilets jaunes dans des manifestations et sur des ronds-points, toujours dans un but de dénonciation de la politique de maintien de l'ordre du Ministre de l'Intérieur. Ils développent également à cette occasion un nouveau jeu vidéo militant intitulé L'Attaque des Gilets jaunes où l'on peut incarner le ministre de l'Intérieur Christophe Castaner sur un tank, le but étant de ne pas blesser les manifestants et de préserver le pouvoir sans convoquer une assemblée citoyenne instaurant la VIe République.

### Élection présidentielle de 2022
Lors de l'élection présidentielle française de 2022, dans la continuité de Fiscal Kombat, le Discord insoumis s'associe avec la branche jeunesse de La France insoumise afin de développer LAECestTOI, jeu vidéo de réflexion directement inspiré de Baba Is You, dont le concept central est la manipulation des règles afin de finir les niveaux. Il est jouable sur navigateur ou en téléchargement sur Windows et Android. D'après Le HuffPost, la démarche des militants derrière ce jeu est d'attirer l'électorat des joueurs de jeux vidéo vers Jean-Luc Mélenchon.

### Sous le deuxième quinquennat d'Emmanuel Macron (depuis 2022)
Dans le contexte de l'affaire de violences conjugales dans laquelle est condamné le député LFI Adrien Quatennens, le Discord insoumis entame une « grève militante » contre son maintien au sein du parti, en refusant d'afficher son activité sous la bannière de LFI. En aout 2023, le Discord insoumis change de nom et devient La Barricade, cela fait suite à la volonté de ne plus être lié au mouvement La France insoumise[source insuffisante].

## Critiques et controverses

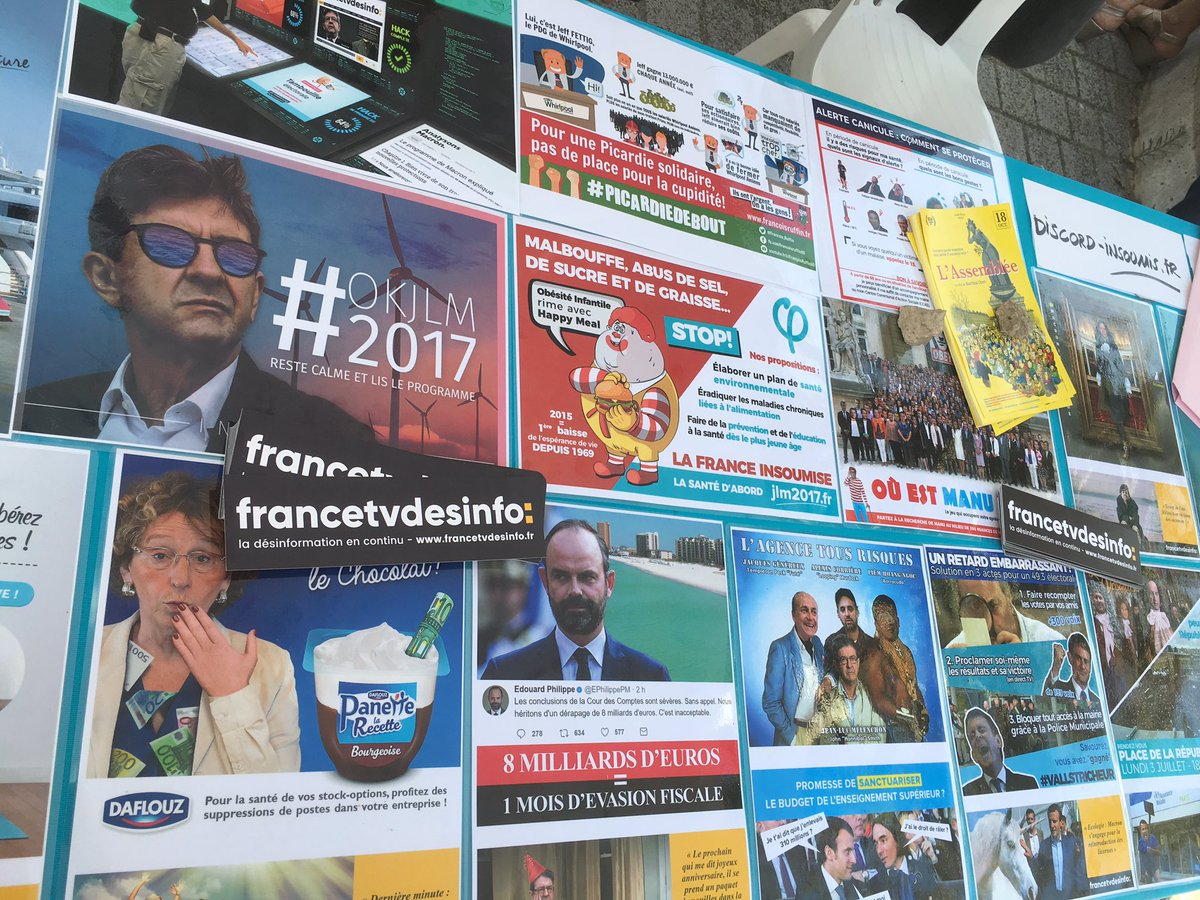
Plusieurs visuels produits par le « Discord insoumis ».

L'auteur de bande dessinée Joann Sfar publie en avril 2017 sur Facebook une capture d'écran du « Discord insoumis » sur laquelle un membre appelle à « faire la désintox » d'un texte du dessinateur prenant position contre le volet international du programme de Jean-Luc Mélenchon. Il y adjoint le commentaire : « Voilà donc le genre d'outil qui permet à tant d'inconnus de venir spontanément « désintoxiquer » votre page Facebook perso. Ça me fout bien la gerbe ! ». Il poursuit en comparant à une « armée » les insoumis venus commenter sa page. Des personnalités proches de La France insoumise ont répondu à ces attaques avec une tribune publiée dans Marianne[pertinence contestée][source secondaire nécessaire].
Romain Herreros, auteur de plusieurs chroniques sur les plateformes de cybermilitantisme pour Le HuffPost, souligne que cette réactivité a permis aux militants d'obtenir un certain succès, par exemple la suppression d'un paragraphe d'un article d'Europe 1 qu'ils jugeaient erroné. Il nuance toutefois le parallèle établi avec des pratiques proches du harcèlement de la part de militants de la fachosphère : « les Insoumis ne produisent pas d'intox ni de fake news et ne baignent pas dans des contenus anxiogènes ».